# Dokhtouroffia baeckmanni
Dokhtouroffia baeckmanni är en skalbaggsart som beskrevs av Jankovsky 1934. Dokhtouroffia baeckmanni ingår i släktet Dokhtouroffia och familjen långhorningar. Inga underarter finns listade i Catalogue of Life.